# Bagna Orońskie
Bagna Orońskie este o arie protejată (sit de importanță comunitară — SCI) din Polonia întinsă pe o suprafață de 921,45 ha, integral pe uscat.

## Localizare
Centrul sitului Bagna Orońskie este situat la coordonatele 51°40′48″N 21°37′12″E / 51.68°N 21.6199°E.

## Înființare
Situl Bagna Orońskie a fost declarat sit de importanță comunitară în octombrie 2009 pentru a proteja 1 specie de plante și 6 specii de animale.

## Biodiversitate
Situată în ecoregiunea continentală, aria protejată conține 6 habitate naturale: Pajiști cu Molinia pe soluri calcaroase, turboase sau argilos-nămoloase (Molinion caeruleae), Liziere de ierburi înalte hidrofile de câmpie și de nivel montan până la alpin, Fânețe de joasă altitudine (Alopecurus pratensis, Sanguisorba officinalis), Mlaștini alcaline, Păduri de stejar și carpen Galio-Carpinetum, Păduri aluvionare cu Alnus glutinosa și Fraxinus excelsior (Alno-Padion, Alnion incanae, Salicion albae).
La baza desemnării sitului se află mai multe specii protejate:
- plante (1): moșișoare (Liparis loeselii)
- amfibieni (1): buhai de baltă cu burta roșie (Bombina bombina)
- mamifere (2): castor (Castor fiber), vidră de râu (Lutra lutra)
- nevertebrate (3): Vertigo angustior, Vertigo geyeri, Vertigo moulinsiana